# Iegorievsk
Iegorievsk (en russe : Егорьевск), ou Egorievsk, est une ville de l'oblast de Moscou, en Russie, et le centre administratif du raïon de Iegorievsk. Sa population s'élevait à 71 154 habitants en 2014 et 71169 habitants en 2024.

## Géographie
Iegorievsk est située sur la rive droite de la rivière Gouslitsa et se trouve à 98 km au sud-est du centre de Moscou.

## Histoire

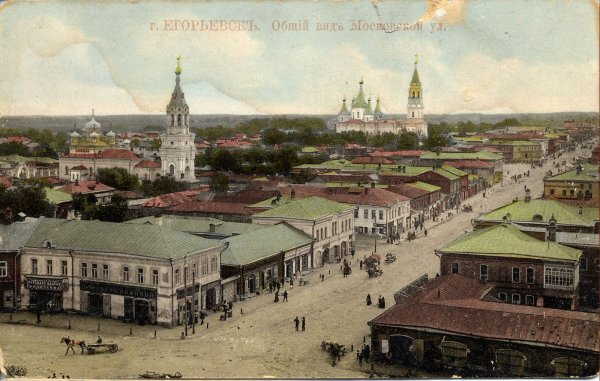
Egorievsk en 1900.

Un village du nom de Vyssokoïe (Высокое) est connu depuis 1462. Son église Saint-Georges a été édifiée au XVIe siècle. Le nom de la ville vient de Igor, variante russe du prénom « Georges. » Au XVIIe siècle, la ville accueille une foire annuelle très fréquentée compte tenu de sa position favorable, au carrefour des routes entre Moscou et Riazan d'une part, de Vladimir et de Kolomna d'autre part. La localité, qui s'appela Iegoriev, a le statut de ville depuis 1778.
Elle s'agrandit tout au long du XIXe siècle avec l'installation de manufactures, notamment de filatures, la création d'une école et la réparation des édifices religieux. Iegorievsk devient un bastion des vieux-orthodoxes de la région de Moscou, ce que rappellent certains bas-reliefs de la nouvelle église Saint-Georges (1882).
Iegorievsk abrite de nombreux bâtiments historiques des XVIIIe et XIXe siècles, ainsi qu'un musée présentant des objets artistiques et de la vie quotidienne des siècles précédents.

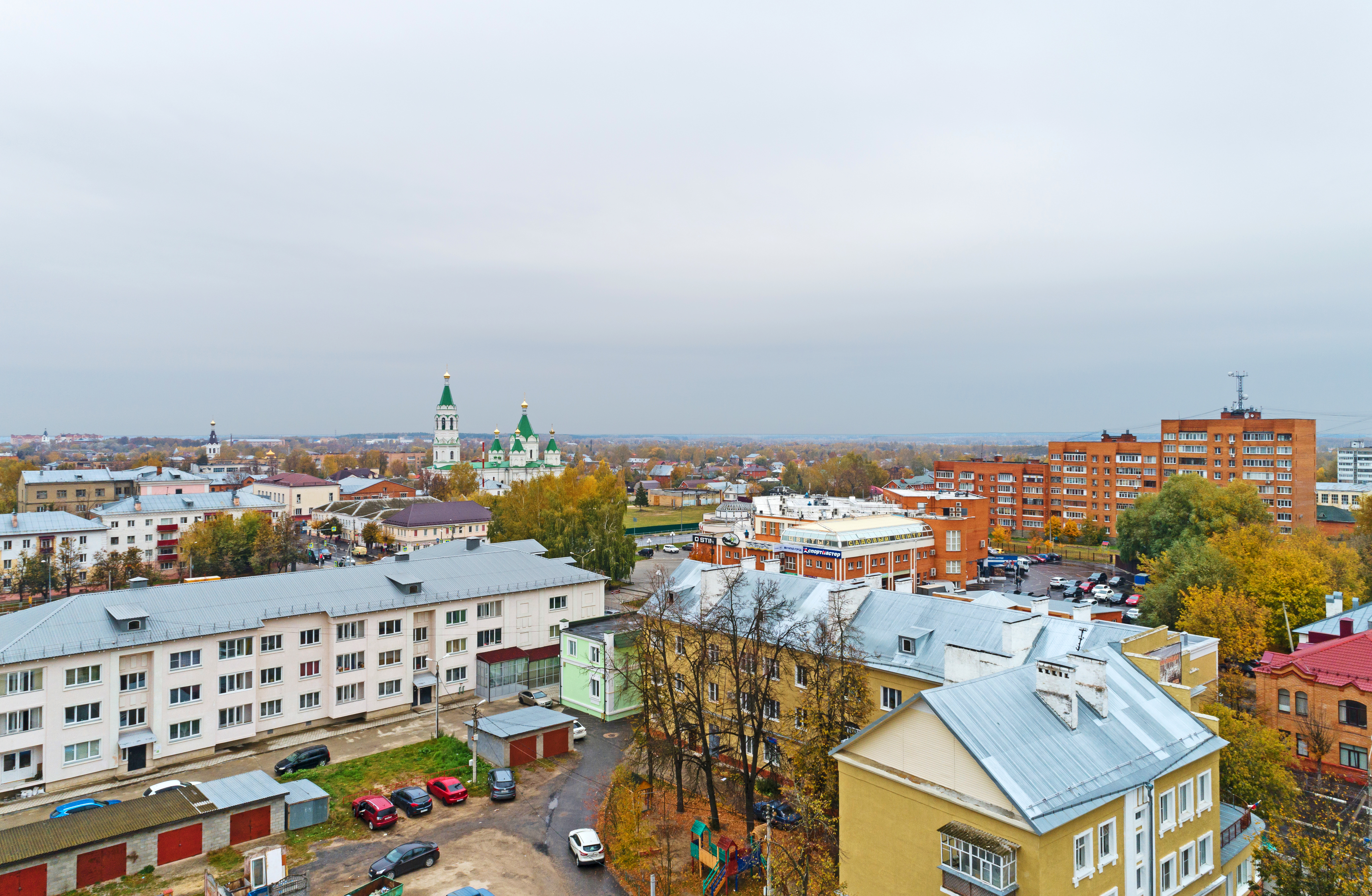
Aspect de la ville en 2020.

## Population
Recensements (*) ou estimations de la population :
| 1860  | 1889  | 1897*  | 1926*  | 1939*  | 1959*  |
| ----- | ----- | ------ | ------ | ------ | ------ |
| 4 779 | 6 690 | 19 239 | 29 942 | 56 314 | 59 341 |

| 1970*  | 1979*  | 1989*  | 2002*  | 2006   | 2010*  |
| ------ | ------ | ------ | ------ | ------ | ------ |
| 67 202 | 72 204 | 73 854 | 68 303 | 67 014 | 70 071 |

| 2012   | 2013   | 2014   | 2021   | - | - |
| ------ | ------ | ------ | ------ | - | - |
| 70 392 | 70 765 | 71 154 | 71 686 | - | - |

## Personnalités
- Grigory Spassky (1783-1864), explorateur et historien, né à Iegorievsk
- Edouard Ouspenski (né en 1932), écrivain
- Aliya Mustafina (née en 1994) gymnaste septuple médaillée olympique et 12 fois médaillée des championnats du monde.